# Robert Kubica
Robert Józef Kubica (* 7. prosince 1984 Krakov, Polsko) je prvním polským pilotem Formule 1. V letech 2006–2010 závodil za týmy BMW Sauber a Renault; kariéru přerušil poté, co se zranil při rally Ronde di Andora v Itálii před sezónou 2011. Do Formule 1 se vrátil v sezóně 2019 jako pilot týmu Williams. Od sezóny 2020 do sezóny 2023 působil jako rezervní jezdec týmu Alfa Romeo. V roce 2025 vyhrál 24 hodin Le Mans.

## Motokáry
Kubica projevil svou lásku ke všem typům aut v mladém věku, když ve čtyřech letech uviděl malý off-road. Po dlouhých debatách se svými rodiči, mu otec koupil malou motokáru a mladý Kubica strávil mnoho hodin řízením okolo plastových lahví. Když byl Robert starší, usoudil, že už to chce něco lepšího a tak mu jeho otec koupil opravdovou motokáru. I tak byl ale Robert stále příliš mladý, aby startoval na Polském šampionátu motokár, jelikož mu ještě nebylo deset let. Když vstoupil do šampionátu, za tři roky v Polsku získal šest titulů. Po jeho třetí sezóně se Kubica rozhodl zkusit štěstí v Itálii. Roku 1998 vyhrál Kubica Mezinárodní Italský Motokárový šampionát, jako první cizinec v historii.
Kubica také zaznamenal druhou pozici v Evropském motokárovém šampionátu a vyhrál Monacký motokárový pohár, který se odehrával na části trati, na které se závodí F1. O rok později obhájil svůj titul v Itálii a též absolvoval Mezinárodní Německý motokárový šampionát. V témže roce opět vyhrál Monacký motokárový pohár, Margutti Trophy a závod Elf Masters. V roce 2000, v poslední sezóně v motokárách, obsadil Kubica čtvrtá místa jak v Evropském, tak Světovém šampionátu motokár.

## Juniorské formule
Kubica odstartoval svou profesionální kariéru v roce 2000 jako testovací jezdec ve voze ze série Formule Renault. V následujícím roce ale už naplno závodil a ve své první sezóně ve Formuli Renault si vyjel pole position a také se stal členem RDD. V roce 2002 už vyhrál čtyři závody a skončil v sérii Formule Renault 2000 celkově na druhém místě. Také byl sedmý ve Formuli Renault Eurocup. Na konci roku si ještě zajel závod Brazilské Formule Renault 2000 na okruhu Interlagos. Tento závod pro něj znamenal jednoznačné vítězství.
Po působení v sériích Formule Renault se Robert přesunul do Evropské série Formule 3. Tento krok dál byl ale narušen dopravní nehodou, při které si Kubica zlomil ruku. Ale Robert se jen tak nevzdal a nastoupil do závodu i s 18 titanovými šrouby a závod na Norisringu vyhrál. Celkově ale skončil na 12. místě. Na konci roku ještě Kubica vyhrál pouliční závod na Sardinii a skončil pátý v závodech v Koreji a na Macau. Ve své druhé sezóně v Evropské sérii Formule 3 skončil Robert s továrním týmem Mercedes na sedmém místě. V listopadu 2004 zaznamenal Robert pole position v Grand Prix Macau F3, kde zajel rekord okruhu, přesto to stačilo jen na 2. místo.
V roce 2005 vyhrál Kubica Světovou sérii Renault s týmem Epsilon Euskadi, což mu zajistilo testování ve Formuli 1 za tým Renault.

## Formule 1

### BMW Sauber (2006-2009)

#### 2006

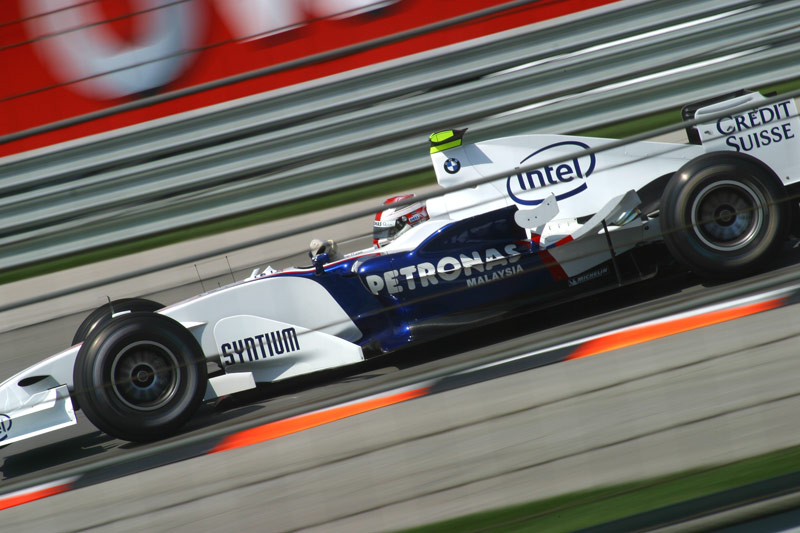
Kubica jako třetí jezdec BMW Sauber při Grand Prix USA 2006.

V sezóně 2006 se stal Kubica oficiálním testovacím a třetím jezdcem u týmu BMW Sauber. V pátečních trénincích a soukromých testech dosahoval velmi dobrých výsledků. Podle slov Maria Theissena, manažera BMW Sauber, který prohlásil, že by se Robert mohl stát prvním Polákem ve Formuli 1 v sezóně 2007. V srpnu 2006 si Jacques Villeneuve, dosavadní jezdec BMW Sauber, stěžoval na silné bolesti hlavy po havárii během Velké ceny Německa. Villeneuve chtěl sice závodit, tým mu to ale nepovolil a pro Velkou cenu Maďarska ho nahradil Robert Kubica. V kvalifikaci dosáhl na deváté místo a porazil tak týmového kolegu Nicka Heidfelda. V závodě dojel Kubica sedmý, avšak byl po závodě diskvalifikován za příliš malou váhu vozu. Villeneuve z týmu BMW Sauber odešel a Kubica u týmu zůstal do konce sezóny.
Ve Velké ceně Turecka se po špatném výběru pneumatik propadl a dojel až dvanáctý. Jeho týmový kolega Heidfeld skončil po nehodě už v první zatáčce. Ve svém třetím závodě ve Formuli 1, který se jel v Itálii, překonal Kubica všechna očekávání, když dojel jako třetí a stal se tak jako první Polák, který stanul na pódiu a také jako první Polák, který vedl závod. V Číně se opět propadl, kvůli špatné volbě pneumatik a dojel až třináctý. V posledních dvou závodech v Japonsku a v Brazílii skončil na nebodovaném devátém místě. V sezóně získal 6 bodů a obsadil celkové 16. místo.

#### 2007

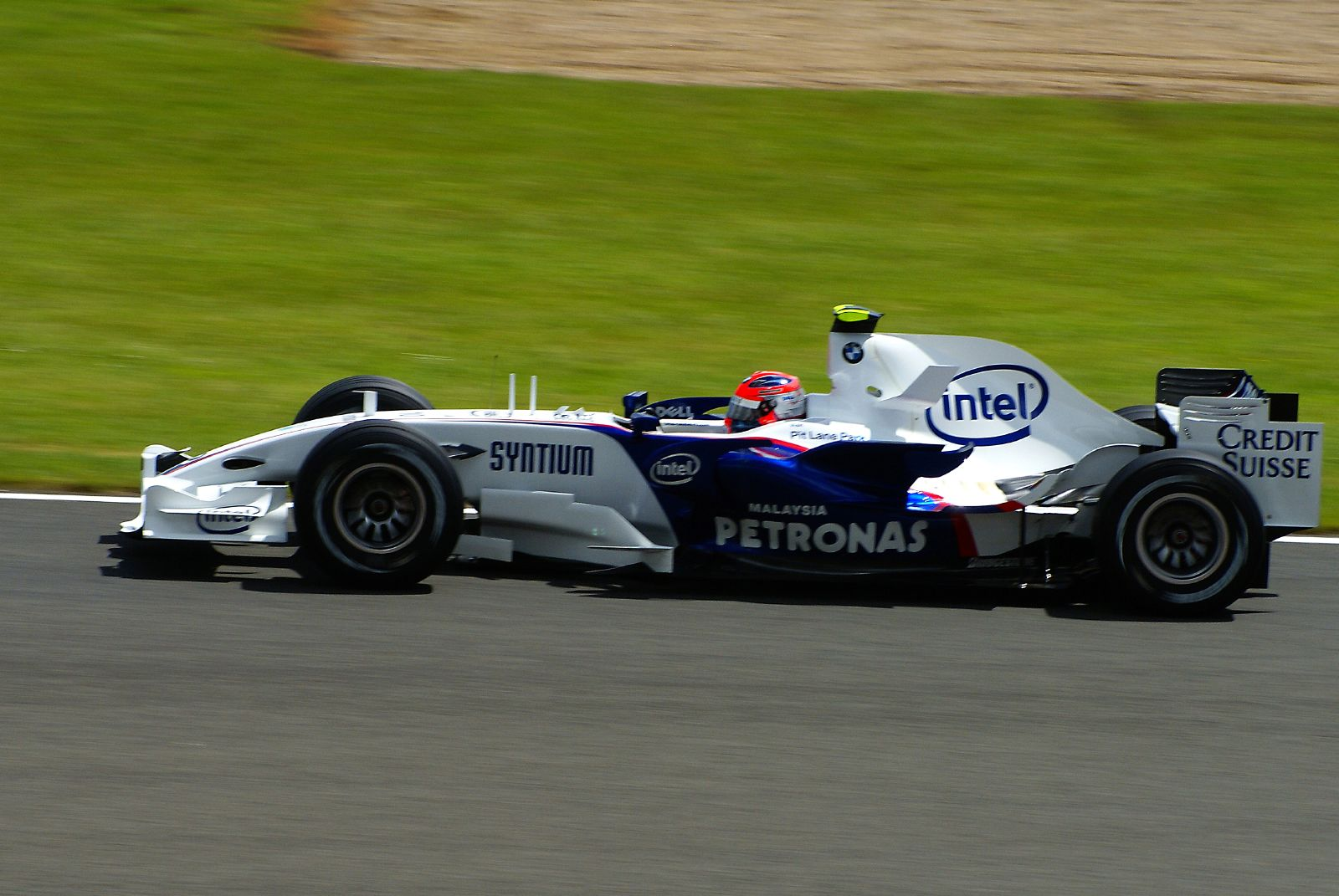
Kubica ve voze BMW Sauber při Grand Prix Velké Británie 2007.

V sezóně 2007 zůstal Kubica společně s Heidfeldem jezdcem týmu BMW Sauber. Úvodní závod v Austrálii kvůli problémům s převodovkou nedokončil. Následující závod v Malajsii dokončil na posledním osmnáctém místě. V dalších třech závodech v Bahrajnu, Španělsku a Monaku pravidelně bodoval.
Během Velké ceny Kanady měl Kubica ve 27. kole ošklivou havárii. Po srážce s Jarnem Trullim se dostal mimo trať. Na trávě najel na hrbol, což vyhodilo jeho předek monopostu do vzduchu, a tím bylo znemožněno jakékoliv brzdění nebo ovládání vozu. Rychlost v době nárazu do bariéry byla 300,13 km/h a přetížení dokonce 28G. Po závodě bylo zjištěno, že během havárie působilo na Kubicu dokonce až 75G. Jeho auto se po nárazu roztočilo a přeletělo zpátky přes trať, kde narazilo do druhé bariéry a následně se převrátilo na bok. Na trať vyjel safety car a Kubica byl během té doby vyproštěn z vozu a převezen do zdravotnického centra u okruhu, kde lékaři označili jeho stav za „stabilní“, v té době se však nevědělo o případných jiných zraněních. Krátce poté, jeho manažer Daniele Morelli oznámil, že Kubica je při vědomí a komunikuje. Zpočátku se objevily spekulace že má Kubica zlomenou nohu, ale Mario Theissen spekulace vyvrátil a oznámil, že Kubica neutrpěl žádná vážná zranění.
Pravdivé informace z nemocnice byly oznámeny večer. Kubica měl lehký otřes mozku a vykloubený kotník. Přes noc zůstal v nemocnici na pozorování a další den už opouštěl nemocnici. Dne 14. června bylo oznámeno, že Kubica nebude závodit ve Velké ceně USA a nahradí ho Sebastian Vettel.
Po vynechání jednoho závodu Kubice znovu usedl do kokpitu ve Francii kde dojel čtvrtý a Martinem Brundlem byl vyhlášen za pilota dne. Další čtvrté místo zaznamenal ve Velké Británii. Ve zbytku sezóny pokračoval ve sbírání bodů, jen v Belgii dojel až devátý a v Číně odstoupil kvůli problémům s hydraulikou. Poslední závod v Brazílii dokončil na 5. místě. Celkové skončil na 6. místě s 39 body.

#### 2008
I v sezóně 2008 působil Kubica v týmu BMW Sauber. V prvním závodě v Austrálii startoval z druhého místa, avšak po kolizi s Kazuki Nakadžimou musel odstoupit. I v dalším závodě v Malajsii startoval z druhého místa a tentokrát se mu na této pozici podařilo závod dokončit. Při Velké ceně Bahrajnu dojel po startu z pole position třetí. Další druhé místo zaznamenal v Monaku. Rok po nehodě vybojoval v Kanadě své jediné vítězství ve Formuli 1. Závod v Německu kvůli nehodě nedokončil. Do konce sezóny získal Kubica ještě dvě třetí místa a to při Velké ceně Evropy a při Velké ceně Itálie. V Japonsku přidal ještě druhé místo. V sezóně získal 75 bodů a obsadil celkové 4. místo.

#### 2009
V úvodní Velké ceně Austrálie se Kubica kvalifikoval na čtvrtém místě. V závodě se dlouho držel třetí, ale po kolizi se Sebastianem Vettelem závod nedokončil. Byl však kvalifikován na čtrnáctém místě, protože odjel více než 90% délky závodu. První body v sezóně získal až za sedmé místo v Turecku. Další body získal ve Velké ceně Evropy, v Belgii a v Singapuru. Jediné pódiové umístění v této sezóně vybojoval v Brazílii, když skončil druhý. Sezónu zakončil na 14. místě se 17 body.

### Renault (2010)
Dne 7. října 2009 podepsal Robert Kubica smlouvu s týmem Renault, jeho týmovým kolegou se stal nováček Vitalij Petrov. Už ve druhém závodě v Austrálii skončil na druhém místě. V sezóně pravidelně sbíral body. V Monaku a v Belgii skončil na pódiovém třetím místě. V sezóně skončil celkově na 8. místě se ziskem 136 bodů.

### Lotus (2011)
V sezóně 2011 se měl Kubica stát jezdcem týmu Lotus, který vznikl přejmenováním týmu Renault. Zúčastnil se testování ve Valencii, kde byl poslední den úplně nejrychlejší.
Dne 6. února 2011 havaroval Kubica při rallye v Itálii. Narazil do svodidel, na něž se auto doslova napíchlo. Kubica si vážně poranil pravou ruku, jeden čas dokonce hrozila její amputace. Ruku se díky několika desítkám operací podařilo zachránit.
Kvůli této nehodě nemohl Kubica do sezóny 2011 nastoupit. Místo něj u týmu Lotus nastoupil jeho bývalý týmový kolega Nick Heidfeld.
Ani v sezóně 2012 nebyl Kubica kvůli zranění pravé ruky schopen nastoupit. V roce 2018 dokonce přiznal, že měl pro tuto sezónu smlouvu s týmem Ferrari.

### Renault (2017)
Dne 5. června 2017 se Kubica, na okruhu ve Valencii, svezl vozem týmu Lotus ze sezóny 2012. Byla to jeho první jízda ve voze Formule 1 od nehody z roku 2011.
Dne 24. července 2017 bylo oznámeno, že se Kubica zúčastní, po Velké ceně Maďarska, testovaní na okruhu Hungaroring. Kubica odjezdil 142 kol a zaznamenal čtvrtý nejrychlejší čas.

### Williams (2017-2019)

#### 2017
Dne 11. října 2017 se Kubica zúčastnil jednodenního testování na britském okruhu Silverstone s vozem týmu Williams ze sezóny 2014. Další den testování s týmem Williams proběhl dne 17. října 2017 na okruhu Hungaroring v Maďarsku.
Poté, co Felipe Massa oznámil konec kariéry po sezóně 2017, se Kubica stal jedním z kandidátů na zisk sedačky u týmu Williams pro sezónu 2018. Toto místo nakonec získal Sergej Sirotkin.
Dalšího testování se zúčastnil na okruhu Yas Marina v Abú Zabí, kde odjezdil 100 kol.

#### 2018
Dne 16. ledna 2018 byl Kubica potvrzen jako rezervní pilot týmu Williams pro sezónu 2018. Ve Španělsku, v Rakousku a v Abú Zabí nastoupil jako páteční testovací pilot.

#### 2019
Před posledním závodem sezóny 2018 v Abú Zabí bylo oznámeno, že se Kubica stane jezdcem týmu Williams v sezóně 2019. Jeho týmovým kolegou se stal nováček George Russell.
Kvůli špatné formě týmu se pravidelně umisťuje mimo bodové příčky. Jediný bod v sezóně získal v Německu poté, co byli jezdci týmu Alfa Romeo dodatečně penalizováni. Z Velké ceny Ruska, byl odvolán. Závod v USA kvůli úniku oleje nedokončil. Ve svém posledním závodě ve Formuli 1 v Abú Zabí skončil na devatenáctém místě. V sezóně obsadil celkové 19. místo se ziskem 1 bodu.
Už dne 19. září 2019 před Velkou cenou Singapuru Kubica oznámil, že po skončení sezóny tým Williams opustí a ukončí jezdeckou kariéru ve Formuli 1.

### Alfa Romeo (2020–dosud)

#### 2020
Dne 1. ledna 2020 bylo oznámeno, že se Kubica pro sezónu 2020 stane rezervním pilotem týmu Alfa Romeo. Před Velkou cenou Štýrska, Velkou cenou Maďarska, Velkou cenou 70. výročí Formule 1, Velkou cenou Bahrajnu a Velkou cenou Abú Zabí nastoupil do prvního pátečního tréninku.

#### 2021
I v sezóně 2021 Kubica působí jako rezervní pilot týmu Alfa Romeo. Za tým nastoupil do dvoudenního testu osmnáctipalcových pneumatik, které se začnou používat od sezóny 2022 a také do pátečního volného tréninku před Velkou cenou Španělska, před Velkou cenou Štýrska a před Velkou cenou Maďarska.
Dne 3. září 2021 měl Kimi Räikkönen pozitivní test na covid-19. Kubica jej nahradil při Velké ceně Nizozemska, kde skončil na patnáctém místě. Kubica zaskočil za Räikkönena i o týden později při Velké ceně Itálie, kde skončil na čtrnáctém místě.

## Kompletní výsledky ve Formuli 1
| Legenda k tabulce | Legenda k tabulce                                                                       |
| Barva             | Výsledek                                                                                |
| ----------------- | --------------------------------------------------------------------------------------- |
| Zlatá             | Vítěz                                                                                   |
| Stříbrná          | 2. místo                                                                                |
| Bronzová          | 3. místo                                                                                |
| Zelená            | Bodované umístění                                                                       |
| Modrá             | Nebodované umístění                                                                     |
| Modrá             | Dokončil neklasifikován (NC)                                                            |
| Fialová           | Odstoupil (Ret)                                                                         |
| Červená           | Nekvalifikoval se (DNQ)                                                                 |
| Červená           | Nepředkvalifikoval se (DNPQ)                                                            |
| Černá             | Diskvalifikován (DSQ)                                                                   |
| Bílá              | Nestartoval (DNS)                                                                       |
| Bílá              | Závod zrušen (C)                                                                        |
| Světle modrá      | Pouze trénoval (PO)                                                                     |
| Světle modrá      | Páteční testovací jezdec (TD)                                                           |
| Bez barvy         | Netrénoval (DNP)                                                                        |
| Bez barvy         | Vyřazen (EX)                                                                            |
| Bez barvy         | Nepřijel (DNA)                                                                          |
| Bez barvy         | Odvolal účast (WD)                                                                      |
| Bez barvy         | Nezúčastnil se (prázdné)                                                                |
| Označení          | Význam                                                                                  |
| Tučnost           | Pole position                                                                           |
| Kurzíva           | Nejrychlejší kolo                                                                       |
| †                 | Jezdec nedojel do cíle, ale byl klasifikován, protože odjel více než 90 % délky závodu. |
| ‡                 | Byl udělován poloviční počet bodů, protože bylo odjeto méně než 75 % délky závodu.      |
| Horní index       | Umístění bodujících jezdců ve sprintu                                                   |

| Rok                                                 | Tým                     | Šasi                  | Motor                                | 1       | 2       | 3      | 4      | 5      | 6       | 7      | 8      | 9       | 10      | 11     | 12      | 13      | 14     | 15     | 16      | 17     | 18     | 19      | 20     | 21     | 22  | Body | Umístění  |
| --------------------------------------------------- | ----------------------- | --------------------- | ------------------------------------ | ------- | ------- | ------ | ------ | ------ | ------- | ------ | ------ | ------- | ------- | ------ | ------- | ------- | ------ | ------ | ------- | ------ | ------ | ------- | ------ | ------ | --- | ---- | --------- |
| 2006                                                | BMW Sauber F1 Team      | BMW Sauber F1.06      | BMW P86 2,4 V8                       | BHR TD  | MAL TD  | AUS TD | SMR TD | EUR TD | ESP TD  | MON TD | GBR TD | CAN TD  | USA TD  | FRA TD | GER TD  | HUN DSQ | TUR 12 | ITA 3  | CHN 13  | JPN 9  | BRA 9  |         |        |        |     | 6    | 16. místo |
| 2007                                                | BMW Sauber F1 Team      | BMW Sauber F1.07      | BMW P86/7 2,4 V8                     | AUS Ret | MAL 18  | BHR 6  | ESP 4  | MON 5  | CAN Ret | USA    | FRA 4  | GBR 4   | EUR 7   | HUN 5  | TUR 8   | ITA 5   | BEL 9  | JPN 7  | CHN Ret | BRA 5  |        |         |        |        |     | 39   | 6. místo  |
| 2008                                                | BMW Sauber F1 Team      | BMW Sauber F1.08      | BMW P86/8 2,4 V8                     | AUS Ret | MAL 2   | BHR 3  | ESP 4  | TUR 4  | MON 2   | CAN 1  | FRA 5  | GBR Ret | GER 7   | HUN 8  | EUR 3   | BEL 6   | ITA 3  | SIN 11 | JPN 2   | CHN 6  | BRA 11 |         |        |        |     | 75   | 4. místo  |
| 2009                                                | BMW Sauber F1 Team      | BMW Sauber F1.09      | BMW P86/9 2,4 V8                     | AUS 14† | MAL Ret | CHN 13 | BHR 18 | ESP 11 | MON Ret | TUR 7  | GBR 13 | GER 14  | HUN 13  | EUR 8  | BEL 4   | ITA Ret | SIN 8  | JPN 9  | BRA 2   | ABU 10 |        |         |        |        |     | 17   | 14. místo |
| 2010                                                | Renault F1 Team         | Renault R30           | Renault RS27 2,4 V8                  | BHR 11  | AUS 2   | MAL 4  | CHN 5  | ESP 8  | MON 3   | TUR 6  | CAN 7  | EUR 5   | GBR Ret | GER 7  | HUN Ret | BEL 3   | ITA 8  | SIN 7  | JPN Ret | KOR 5  | BRA 9  | ABU 5   |        |        |     | 136  | 8. místo  |
| 2011 – 2017: Robert Kubica se neúčastnil Formule 1. |                         |                       |                                      |         |         |        |        |        |         |        |        |         |         |        |         |         |        |        |         |        |        |         |        |        |     |      |           |
| 2018                                                | Williams Martini Racing | Williams FW41         | Mercedes-Benz M09 EQ Power+ 1,6 V6 t | AUS     | BAH     | CHN    | AZE    | ESP TD | MON     | CAN    | FRA    | AUT TD  | GBR     | GER    | HUN     | BEL     | ITA    | SIN    | RUS     | JPN    | USA    | MEX     | BRA    | ABU TD |     | –    | –         |
| 2019                                                | ROKiT Williams Racing   | Williams FW42         | Mercedes-Benz M10 EQ Power+ 1,6 V6 t | AUS 17  | BAH 16  | CHN 17 | AZE 16 | ESP 18 | MON 18  | CAN 18 | FRA 18 | AUT 20  | GBR 15  | GER 10 | HUN 19  | BEL 17  | ITA 17 | SIN 16 | RUS Ret | JPN 17 | MEX 18 | USA Ret | BRA 16 | ABU 19 |     | 1    | 19. místo |
| 2020                                                | Alfa Romeo Racing ORLEN | Alfa Romeo Racing C39 | Ferrari 065 1,6 V6 t                 | AUT     | STY TD  | HUN TD | GBR    | 70A TD | ESP     | BEL    | ITA    | TUS     | RUS     | EIF    | POR     | EMI     | TUR    | BHR TD | SKR     | ABU TD |        |         |        |        |     | –    | –         |
| 2021                                                | Alfa Romeo Racing ORLEN | Alfa Romeo Racing C41 | Ferrari 065/6 1,6 V6 t               | BHR     | EMI     | POR    | ESP TD | MON    | AZE     | FRA    | STY TD | AUT     | GBR     | HUN TD | BEL     | NED 15  | ITA 14 | RUS    | TUR     | USA    | MXC    | SAP     | QAT    | SAU    | ABU | 0    | 20. místo |

### Výsledky v ostatních formulových kategoriích
| Sezóna | Série                         | Tým              | Vůz                       | Závody | Vítězství | Pole Position | Podium | Body | Konečné umístění |
| 2001   | Formule Renault 2000 Eurocup  | RC Motorsport    | Renault FR2000            | 10     | 0         | 1             | 1      | 46   | 14. místo        |
|        | Formule Renault 2000 Itálie   | RC Motorsport    | Renault FR2000            | 5      | 0         | 0             | 1      | 27   | 13. místo        |
| 2002   | Formule Renault 2000 Eurocup  | RC Motorsport    | Renault FR2000            | 8      | 0         | 1             | 2      | 80   | 7. místo         |
|        | Formule Renault 2000 Itálie   | RC Motorsport    | Renault FR2000            | 10     | 4         | 3             | 6      | 188  | 2. místo         |
|        | Formule Renault 2000 Brazílie | RS2              | Renault FR2000            | 1      | 1         | 1             | 1      |      |                  |
| 2003   | Formule 3 Euroseries          | Prema Powerteam  | Dallara F302-Opel Spiess  | 13     | 1         | 0             | 2      | 31   | 12. místo        |
|        | Formule 3 V. Británie         | Prema Powerteam  | Dallara F303-Opel         | 2      | 0         | 0             | 0      | 0    |                  |
| 2004   | Formule 3 Euroseries          | Mücke Motorsport | Dallara F304-AMG Mercedes | 20     | 0         | 0             | 3      | 53   | 7. místo         |
| 2005   | World Series by Renault       | Epsilon by Graff | Dallara T02-Renault       | 17     | 4         | 3             | 11     | 154  | 1. místo         |